# محمد صالح عفيف الحميري
محمد صالح عفيف الحميري برلماني يمني، عضو في مجلس النواب، عن الدورة البرلمانية 1997-2003 و 2003-2009 والكتلة البرلمانية للمؤتمر الشعبي العام عن الدائرة الانتخابية رقم (138) بمحافظة شبوة.

## فترة المجلس
باتفاق عرف بأسم «إتفاق فبراير» تمددت فترة المجلس لمدة عامين، وبقيام ثورة الشباب اليمنية لم تُجرَ الانتخابات، وبحسب إتفاق المبادرة الخليجية تمددت لمدة عامين آخرين حتى 2013 .